# 탬워스구

탬워스구의 위치

탬워스구(영어: Borough of Tamworth)는 잉글랜드 스태퍼드셔주에 위치한 비도시 자치구로 중심 도시는 탬워스이며 인구는 77,112명(2014년 기준), 면적은 30.85km2이다.